# Salmo 72
Il salmo 72 (71 secondo la numerazione greca) costituisce il settantaduesimo capitolo del Libro dei salmi.
È tradizionalmente attribuito a Salomone. È utilizzato dalla Chiesa cattolica nella liturgia delle ore.